# Stanisław Radwan (kompozytor)
Stanisław Radwan (ur. 10 marca 1939 w Bieńkówce, zm. 14 października 2023 w Krakowie) – polski kompozytor.

## Życiorys
Absolwent Państwowej Wyższej Szkoły Muzycznej w Krakowie (1966). W 1967 odbył staż kompozytorski w zakresie muzyki elektronicznej u Pierre’a Schaeffera w Paryżu. Był członkiem Zespołu MW 2 od początku jego istnienia (1962) do listopada 1965 występując jako pianista w jego koncertach. W czasie studiów (1963–1966) pracował jako kierownik muzyczny w Teatrze Rozmaitości w Krakowie. W latach 1974–1976 pełnił tę samą funkcję w Teatrze Ateneum w Warszawie. Tworzył dla scen polskich i zagranicznych. Współpracował z polskimi reżyserami m.in.: Konradem Swinarskim, Zygmuntem Hübnerem, Lidią Zamkow, Jerzym Grzegorzewskim, Jerzym Jarockim, Andrzejem Wajdą, Krystianem Lupą, Tadeuszem Bradeckim, Krzysztofem Babickim.
W 1977 związał się etatowo ze Starym Teatrem jako konsultant muzyczny, a w latach 1980–1990 był jego dyrektorem naczelnym i artystycznym.
Miał na koncie kilka epizodów aktorskich:
- 1980 – Z biegiem lat, z biegiem dni... jako pianista w restauracji
- 1995 – Girl Guide jako Stanisław Michalak, sąsiad Józka
- 1996 – Opowieść o Józefie Szwejku i jego drodze na front jako oficer-muzyk (odcinek 2)[4]
- 1997 – Łóżko Wierszynina jako kompozytor
- 1999 – Przygody dobrego wojaka Szwejka
- 2003 – Polana pośród brzeziny jako mężczyzna w Birkenau[5]
- 2007 – Nadzieja jako dyrektor filharmonii
- 2008 – Rysa jako Iwo, przyjaciel Żółwieńskich

W 2018 ukazała się w wydawnictwie „Znak” książka wspomnieniowa pt. Zagram ci to kiedyś. Stanisław Radwan w rozmowie z Jerzym Illgiem.
Zmarł 14 października 2023 roku. 23 października został pochowany na Cmentarzu Salwatorskim w Krakowie.

## Dyskografia
- 1999 − Herbert – Przesłanie (muzyka i pieśni ze spektaklu)
- 2011 − Coś co zginęło szuka tu imienia. Muzyka dla teatru Jerzego Grzegorzewskiego[9]
- 2018 − Stanisław Radwan. Muzyka teatralna i filmowa[10]

## Odznaczenia i nagrody
- Nagroda indywidualna w kategorii filmów tv za muzykę w filmie „Sędziowie” na 1. Festiwalu Polskich Filmów Fabularnych w Gdańsku (1974)
- Nagroda na XVI wrocławskim Festiwalu Polskich Sztuk Współczesnych za muzykę do przedstawienia Rzeźnia Sławomira Mrożka  w reżyserii Jerzego Jarockiego w Teatrze Dramatycznym m.st. Warszawy (1975)
- Nagroda za muzykę do przedstawienia Wesele Stanisława Wyspiańskiego w reżyserii Jerzego Grzegorzewskiego w Starym Teatrze im. Heleny Modrzejewskiej w Krakowie na IV Opolskich Konfrontacjach Teatralnych (1978)
- Nagroda za muzykę do przedstawienia Śmierć w starych dekoracjach Tadeusza Różewicza w reżyserii Jerzego Grzegorzewskiego w Teatrze Polskim we Wrocławiu na XIX Festiwalu Polskich Sztuk Współczesnych we Wrocławiu (1978)
- Nagroda za muzykę do przedstawienia Nie-Boska komedia Zygmunta Krasińskiego w reżyserii Jerzego Grzegorzewskiego w Teatrze Polskim we Wrocławiu na V Opolskich Konfrontacjach Teatralnych (1979)
- Nagroda za muzykę do spektaklu Powrót Odysa Stanisława Wyspiańskiego w reżyserii Krystiana Lupy w Starym Teatrze w Krakowie na VIII Opolskich Konfrontacjach Teatralnych (1982)
- I nagroda za muzykę do przedstawienia Irydion w Teatrze im. Juliusza Słowackiego w Krakowie w reżyserii Mikołaja Grabowskiego na X Opolskich Konfrontacjach Teatralnych (1984)
- Nagroda za muzykę do spektaklu Już prawie nic według Jerzego Andrzejewskiego w reżyserii Krzysztofa Babickiego podczas XXVI Festiwalu Teatrów Polski Północnej w Toruniu(1984)
- Medal 40-lecia Polski Ludowej (1985)
- Nagroda Specjalna za „twórczą inspirację zespołu aktorskiego” w Woyzecku w reżyserii Tadeusza Bradeckiego podczas XXVI Kaliskich Spotkań Teatralnych (1986)
- Nagroda Miasta Krakowa za wybitne osiągnięcia w dziedzinie muzyki i teatru (1988)
- Złota Odznaka za zasługi dla Miasta Krakowa (1990)
- Nagroda za muzykę do Rękopisu znalezionego w Saragossie Jana Potockiego w reżyserii Tadeusza Bradeckiego i Wesela w Starym Teatrze w Krakowie w reżyserii Andrzeja Wajdy na XVIII Opolskich Konfrontacjach Teatralnych (1993)
- Nagroda za muzykę do Snu srebrnego Salomei Juliusza Słowackiego w reżyserii Jerzego Jarockiego w Starym Teatrze w Krakowie na XIX Opolskich Konfrontacjach Teatralnych (1994)
- Krzyż Oficerski Orderu Odrodzenia Polski (1998)
- Nagroda im. Aleksandra Bardiniego (Dyplom Mistrzowski) za całokształt twórczości na XXI Przeglądzie Piosenki Aktorskiej we Wrocławiu (2000)
- Nagroda za muzykę do słuchowiska Dom bez klamek Andrzeja Mularczyka w reżyserii Wojciecha Markiewicza na Festiwalu Słuchowisk Polskiego Radia w Rzeszowie (2000)
- Nagroda za muzykę do spektaklu Opera mleczana wg własnego libretta ułożonego do rysunków Andrzeja Mleczki w reżyserii Mikołaja Grabowskiego w Starym Teatrze w Krakowie na 9. Ogólnopolskim Konkursie na Wystawienie Polskiej Sztuki Współczesnej w Warszawie (2003)
- Krakowska Nagroda Teatralna "Ludwik" w kategorii muzyka do przedstawienia – za Trzeci akt według Szewców w reż. Jerzego Jarockiego w Starym Teatrze w Krakowie (2003)
- Złoty Medal „Zasłużony Kulturze Gloria Artis” (2005)
- Nagroda Fundacji Kultury Polskiej „w uznaniu wielkich osiągnięć w komponowaniu muzyki teatralnej i filmowej”, a także „za znaczący wkład w dzieło umacniania wielkości     Starego Teatru” (2007)[11]
- Grand Prix za muzykę do przedstawienia Tango Sławomira Mrożka w reżyserii Jerzego Jarockiego na XIII Festiwalu Teatru Polskiego Radia i Teatru Telewizji Polskiej Dwa Teatry w Sopocie (2013)
- Nagroda im. Janusza Hajduna za muzykę do Miłości na Krymie Sławomira Mrożka w inscenizacji Jarockiego i reżyserii telewizyjnej Jana Englerta  oraz za muzykę do Udręki życia Hanocha Levina w reżyserii Jana Englerta na XIV Festiwalu Teatru Polskiego Radia i Teatru Telewizji Polskiej Dwa Teatry w Sopocie (2014)
- Nagroda Gustaw, przyznawana przez Związek Artystów Scen Polskich za szczególne zasługi dla środowiska teatralnego (2014)[12]
- Nagroda Krakowska Książka Miesiąca za książkę "Zagram ci to kiedyś...". Stanisław Radwan w rozmowie z Jerzym Illgiem (2018)[13]
- Tytuł doktora honoris causa Akademii Teatralnej im. Aleksandra Zelwerowicza w Warszawie (2019)[14]

## Życie prywatne
Był młodszym bratem Józefa Radwana, stryjem aktorki Anny Radwan. Jego pierwszą żoną była aktorka Maria Zając. Od 2001 był mężem aktorki Doroty Segdy.